# Paweł Bogdan
Paweł Bogdan (ur. 29 lipca 1982 roku w Koszalinie) – polski koszykarz występujący na pozycji silnego skrzydłowego.
Paweł Bogdan jest wychowankiem koszalińskiego AZS-u. Po okresie rocznego wypożyczenia do KK Politechniki Poznań w sezonie 2007/2008 powrócił do AZS Koszalin. Od 2009 roku występuje w Koszalińskiej Amatorskiej Lidze Koszykówki.

## Przebieg kariery
- 1999-2001: AZS Koszalin (POL)
- 2001-2002: Viking Rumia (POL)
- 2002-2007: AZS Koszalin (POL)
- 2007-2008: KK Politechnika Poznańska (POL)
- 2008-2009: AZS Koszalin (POL)

## Statystyki

### Statystyki podczas występów w PLK
- Sezon 2003/2004 (AZS Koszalin): 12 meczów (średnio 2,3 punktu oraz 1,5 zbiórki w ciągu 7,9 minuty)
- Sezon 2004/2005 (AZS Koszalin): 6 meczów (średnio 1,7 punktu oraz 1 zbiórka w ciągu 5,8 minuty)
- Sezon 2005/2006 (AZS Koszalin): 10 meczów (średnio 6,7 punktu oraz 2,7 zbiórki w ciągu 15,4 minuty)
- Sezon 2006/2007 (AZS Koszalin): 31 meczów (średnio 3,2 punktu oraz 2,6 zbiórki w ciągu 11,1 minuty)
- Sezon 2008/2009 (AZS Koszalin): 20 meczów (średnio 1,8 punktu oraz 0,8 zbiórki w ciągu 5,2 minuty)

### Statystyki podczas występów w I lidze
- Sezon 2007/2008 (Politechnika Poznań): 25 meczów (średnio 4,6 punktu oraz 3,2 zbiórki w ciągu 13,5 minuty)

## Rekordy w PLK
| Rekordy w PLK | Rekordy w PLK | Rekordy w PLK    | Rekordy w PLK      |
|               | liczba        | data             | przeciwnik         |
| ------------- | ------------- | ---------------- | ------------------ |
| Punkty        | 26            | 3 maja 2007      | Unia Tarnów        |
| Zbiórki       | 9             | 20 stycznia 2007 | Prokom Trefl Sopot |
| Asysty        | 2             | 18 kwietnia 2007 | Unia Tarnów        |